# Vermicularia knorrii
Vermicularia knorrii är en snäckart som först beskrevs av Gérard Paul Deshayes 1843.  Vermicularia knorrii ingår i släktet Vermicularia och familjen tornsnäckor. Inga underarter finns listade i Catalogue of Life.